# Toribio de los Santos
Toribio de los Santos fue un militar carrancista que fue nombrado gobernador de Yucatán por el Ejército constitucionalista para sustituir a Eleuterio Ávila, gobernador preconstitucional del estado, mientras este fue a Veracruz a conferenciar con Venustiano Carranza, primer jefe de tal ejército.

## Datos históricos
En los breves días que Toribio de los Santos estuvo en el poder cometió varios errores que indispusieron a la sociedad yucateca en su contra. Incautó la imprenta de la Revista de Yucatán del periodista Carlos R. Menéndez y puso a un incondicional suyo, Manuel Bauche Alcalde, al frente. Solapó el abuso de algunos funcionarios públicos puestos por él. Actuó prepotentemente. Estos hechos dieron motivo a que un coronel a su servicio, Abel Ortiz Argumedo se sublevara y se autonombrara gobernador del estado.
Toribio de los Santos, al considerar que no podría hacer frente a la asonada, toda vez que se sentía militarmente en desventaja, emprendió la retirada huyendo en dirección de Campeche, con la intención de viajar a Veracruz, donde se encontraban acantonadas las fuerzas del Ejército constitucionalista, dejando la plaza a merced de los sublevados argumedistas.